# Appolonia Pfaus
Appolonia Pfaus (* 18. Januar 1878 oder 1879 in der französischen Schweiz; † etwa 1944 in Auschwitz) war eine Sinteza in Bochum und Opfer des Nationalsozialismus.
Appolonia Pfaus und ihr Partner Josef Winter hatten elf Kinder, von denen drei Kinder früh verstarben. Die Familie zog zu Beginn der Industrialisierung mit acht Kindern nach Bochum. Einige ihrer Söhne hatten eine Beschäftigung beim Bochumer Verein. Sie wurden später in der städtischen Unterkunft an der Meesmannstraße 117 in Bochum untergebracht. Im März und Oktober 1943 fanden Deportationen der sogenannten Zigeuner über den Nordbahnhof Bochum nach Auschwitz statt. Am 21. Oktober 1943 wurden Appolonia Pfaus und ihre Söhne Peter und Michael Pfaus mit ihren Familien verhaftet und deportiert. Sie starb, wie die meisten ihrer Familienangehörigen, in Auschwitz. Das Zigeunerlager Auschwitz bestand von Februar 1943 bis August 1944 als ein Teil des Vernichtungslagers Auschwitz-Birkenau. 
Das Polizeipräsidium Bochum schrieb am 11. Juni 1960 an den „Wiedergutmachungsausschuß“: 

„Über die Appolonia Pfaus, geb. am 18.1.1878 oder 79 in der franz. Schweiz, sind hier keine Unterlagen vorhanden. Aus der Personenakte der Josefine Pfaus, geb. am 24.4.1924 in Kirchensall, sowie sonstiger Aufzeichnung der Familienmitglieder Pfaus geht eine Überführung der Appolonia Pfaus in das ehemalige Konzentrationslager Auschwitz nicht hervor. Aufgrund der dienstlichen Kenntnisse des damaligen Sachbearbeiters steht jedoch mit Sicherheit fest, daß die Appolonia Pfaus s. Zt. gemeinsam mit ihrem Sohn Peter Pfaus und dessen Familie (Ehefrau und Kinder) in das KL Auschwitz transportiert worden ist. Der Abtransport erfolgte, wie bereits im dortigen Schreiben erwähnt, am 21.10.1943. Die Appolonia Pfaus soll sich bei der damaligen Verhaftung ihres Sohnes Peter aus freiem Entschluß nicht von diesem getrennt haben, da sie sich angeblich weigerte, ihren Sohn und dessen Familie, mit denen sie bis dahin zusammenlebte, zu verlassen. Sie soll sich auch dem Sammeltransport nach Auschwitz freiwillig angeschlossen haben. Ob und wann die Einlieferung der Appolonia Pfaus in das KL Auschwitz erfolgte, ist hier nicht bekannt.“

2004 wurde der Appolonia-Pfaus-Park nach ihr benannt.